# 2-й авиационный корпус дальней бомбардировочной авиации
2-й авиационный корпус дальней бомбардировочной авиации (2-й ак ДБА) — соединение Военно-Воздушных сил (ВВС) РККА, созданное для нанесения ударов в стратегической глубине обороны противника.

## Наименования корпуса

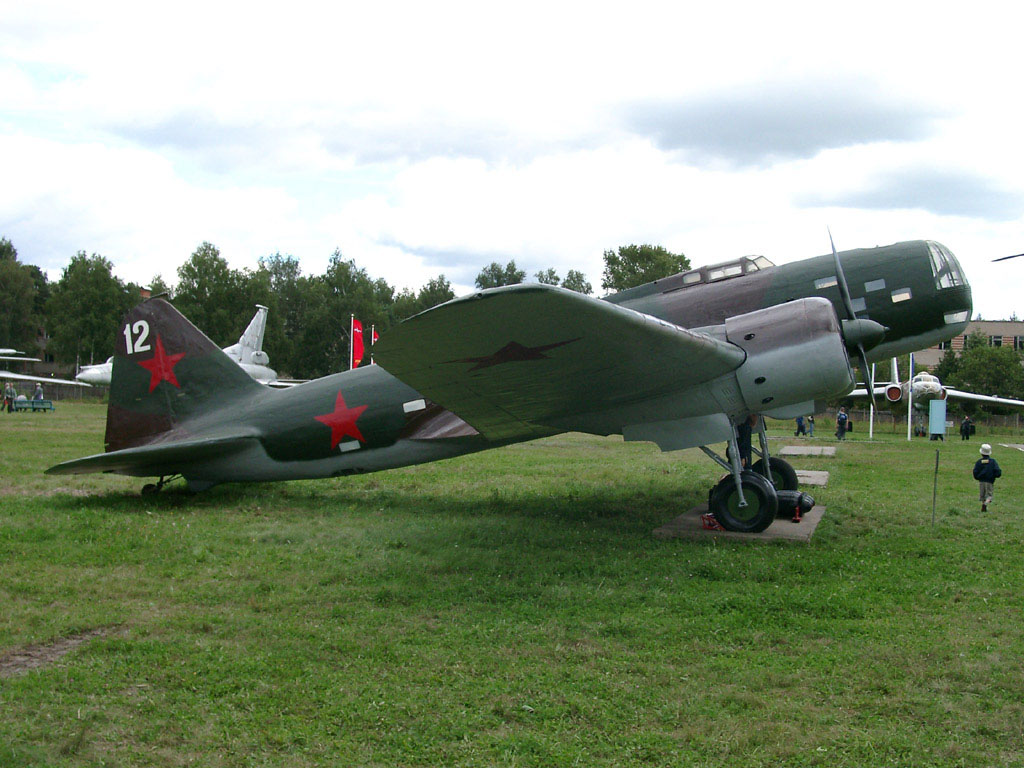
Самолёт корпуса ДБ-3

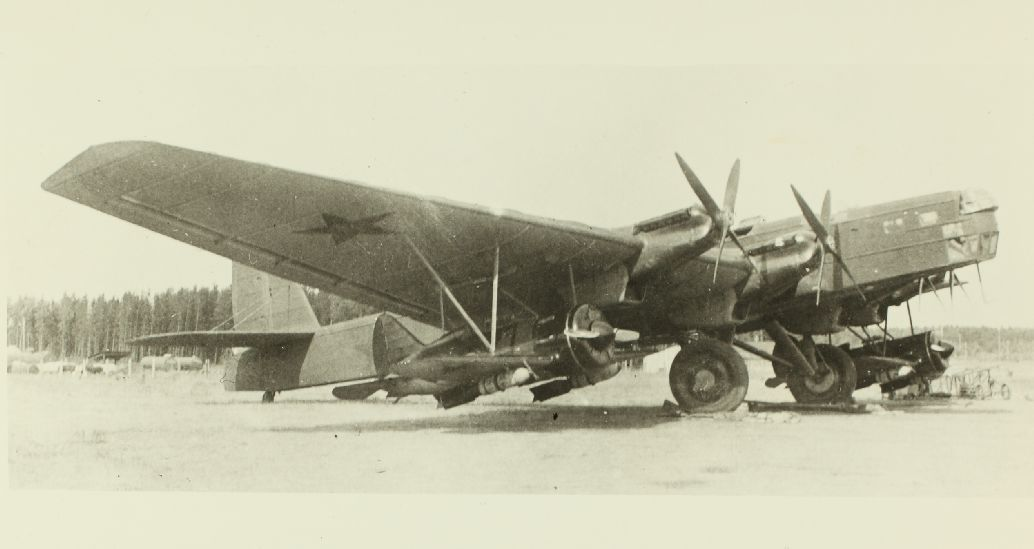
Самолёт корпуса TB-3

- 2-й авиационный корпус дальней бомбардировочной авиации

## Создание корпуса
2-й авиационный корпус дальней бомбардировочной авиации сформирован 5 ноября 1940 года

## Базирование
Корпус базировался на территории Орловского военного округа

Штаб корпуса — Орёл

## Преобразование корпуса
2-й авиационный корпус дальней бомбардировочной авиации расформирован 23 августа 1941 года в соответствии с принятием новой военной доктрины в области создания резервов ставки ВГК на основании Приказа НКО СССР № 0064 от 13 августа 1941 года

## В действующей армии
В составе действующей армии с 22 июня 1941 года по 18 августа 1941 года, всего 63 дня

## Командир корпуса
- полковник Смирнов Константин Николаевич, период нахождения в должности — с 14 ноября 1940 года по 20 августа 1941 года

## В составе объединений
| Объединение                    | Период                  |
| ------------------------------ | ----------------------- |
| авиация Резерва Ставки ВГК     | 05.11.1940 — 22.06.1941 |
| Дальнебомбардировочная авиация | 22.06.1941 — 18.08.1941 |

## Соединения, части и отдельные подразделения корпуса
- 35-я дальнебомбардировочная авиационная дивизия[4]
  - 100-й дальнебомбардировочный авиационный полк
  - 219-й дальнебомбардировочный авиационный полк
  - 223-й дальнебомбардировочный авиационный полк
- 48-я дальнебомбардировочная авиационная дивизия[4]
  - 51-й дальнебомбардировочный авиационный полк
  - 220-й дальнебомбардировочный авиационный полк
  - 221-й дальнебомбардировочный авиационный полк
  - 222-й дальнебомбардировочный авиационный полк
- 67-я истребительная авиационная дивизия (в стадии формирования, расформирована в июле 1941 года)
  - 239-й истребительный авиационный полк (формировался);
  - 246-й истребительный авиационный полк (формировался);
  - 298-й истребительный авиационный полк (формировался)/

## Участие в операциях и битвах
- Приграничные сражения с 22 июня 1941 года по 29 июня 1941 года[5]
- Смоленское сражение с 10 июля 1941 года по 7 августа 1941 года[5]
- Удары по танковым колоннам противника в районах Юров, Коростень, Житомир и отражение вражеского наступления на Уманском направлении с 10 июля 1941 года по 15 июля 1941 года[5]
- Поддержка контрударов Западного Фронта с 26 июля 1941 года по 28 июля 1941 года[5]